# Астана-Опера
Державний театр опери і балету «Астана-опера» — театр в Астані. Будівлю театру, споруджену в 2013 році, визнано пам'яткою архітектури національного значення.

## Будинок театру
Будівництво театру велося три роки, з 6 липня 2010 до 21 червня 2013 року і коштувало 320 мільйонів доларів. Над зовнішнім виглядом та інтер'єрами театру працювала команда архітекторів, будівельників та фахівців з тридцяти трьох країн. Президент Казахстану Нурсултан Назарбаєв постійно вносив у проєкт свої корективи, у тому числі, вже на стадії практичної реалізації. Так, за його пропозицією, була збільшена висота головного театрального фоє. Підлога, стіни, декоративні панелі і кручені мармурові сходи цього фоє оздоблені набірним сицилійським мармуром. Будинок театру побудований в неокласичному стилі. Палац був побудований на ділянці 9 га. Автор проєкту Беджет Паколлі, архітектор — Ренато Аркетті, скульптори М. Мансуров, Т. Ермеков, К. Нурбатуров. Місткість головної зали — 1250 місць, камерної — 250. У «Астана Опері» досягнуто баланс між греко-римськими і казахськими національними традиціями, а також використані течії маньєризму й бароко. Стиль опери надихається італійськими театрами ХІХ століття, але також містить елементи національної спадщини, такі як фрески Чаринського каньйону та парку «Бурабай».
Акустика театру вважається однією з кращих у світі, і була розроблена італійцями Енріко Моретті (Biobyte) і Марією Каїрлі. Унікальна основна сцена театру має площу 935 м² має ар'єрсцену висотою 16 метрів і дві бічні кишені. Трюм сцени опускається вниз на 13 метрів, що забезпечує рух чотирьох центральних підіймачів і дає можливість проходити постановок з найскладнішою сценографією. Оркестрова яма вміщує до 120 музикантів. Основна глядацька зала створена в традиціях італійських театрів XIX століття — навколо партеру розміщується бельетаж, рівнем вище — ложі, три балконних яруси і галерея.
Висота стелі в фоє театру — 13 метрів. Фоє прикрашає 1600-кілограмова люстра з чеського кришталю. У фоє розташована пара гвинтових мармурові сходів, прикрашених бароковим оздобленням та декоративними розписами. У театрі 26 обладнаних репетиційних залів і понад 60 гримерних кімнат. Підлога і стіни в репетиційних залах зроблені з берези, буку і черешні. Маленькі отвори в панелях поглинають зайвий звук, а той, що потрібен, утримують в залі.

## Театральна трупа і художнє керівництво
Першим керівником театру став композитор Толеген Мухамеджанов (з жовтня 2012 року). В листопаді 2014 року Назарбаєв призначив директором театру Толеубека Альпіева (на посаді до вересня 2016). У березні 2015 року на посаду художнього керівника балету була запрошена прима-балерина Маріїнського театру Алтинай Асилмуратова, а на посаду головного диригента — Алан Бурибаєв. 28 вересня 2016 року Указом Президента Казахстану новим директором Державного театру опери та балету «Астана Опера» призначений Галим Ахмед'яров.
- Директор театру — Галим Ахмед'яров;
- Художній керівник балету — Алтинай Асилмуратова;
- Головний диригент — Алан Бурибаєв;
- Головний хормейстер — Ержан Даутов.

Оперна трупа була сформована шляхом конкурсного відбору. Підбор оркестрантів, співаків і танцюристів здійснювало спеціальне журі, до якого, серед інших, входили представники таких відомих театрів, як «Ла Скала», московських Большого і Маріїнського театрів. Прем'єра першої вистави, опери «Біржан і Сара» Мукана Тулебаєва, відбулася 21 червня 2013 року.